# Kinneveds socken

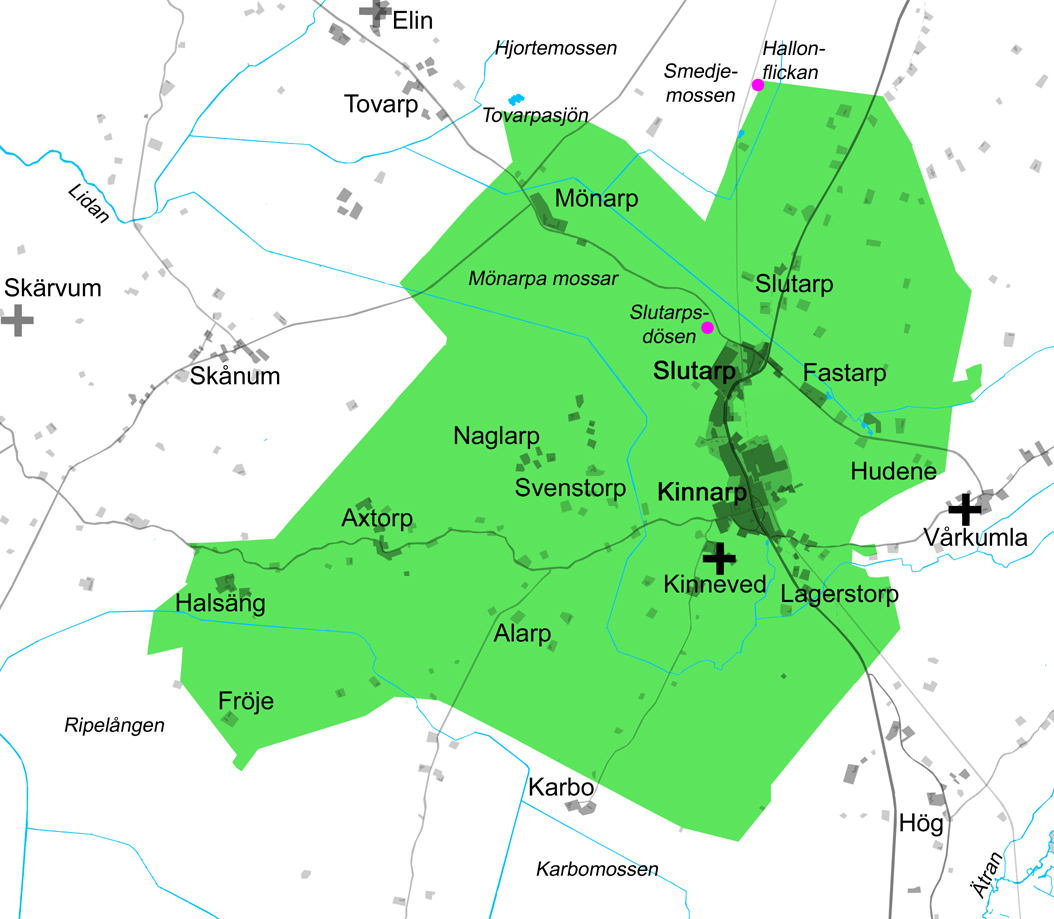
Karta över Kinneveds socken.

Kinneveds socken i Västergötland ingick i Frökinds härad, ingår sedan 1974 i Falköpings kommun och motsvarar från 2016 Kinneveds distrikt.
Socknens areal är 41,15 kvadratkilometer varav 41,11 land. År 2000 fanns här 1 310 invånare.  De numer sammanväxta tätorterna Kinnarp och Slutarp samt sockenkyrkan Kinneveds kyrka ligger i socknen.

## Administrativ historik
Socknen har medeltida ursprung. 
Vid kommunreformen 1862 övergick socknens ansvar för de kyrkliga frågorna till Kinneveds församling och för de borgerliga frågorna bildades Kinneveds landskommun. Landskommunen uppgick 1952 i Frökinds landskommun som 1974 uppgick i Falköpings kommun. Församlingen utökades 2002.
1 januari 2016 inrättades distriktet Kinneved, med samma omfattning som församlingen hade 1999/2000.  
Socknen har tillhört län, fögderier, tingslag och domsagor enligt vad som beskrivs i artikeln Frökinds härad. De indelta soldaterna tillhörde Skaraborgs regemente, Vilska kompani och Västgöta regemente, Laske kompani.

## Geografi
Kinneveds socken ligger söder om Falköping. Socknen är en slättbygd med delvis uppodlade marker av Mönarpa mossar i norr.

## Befolkningsutveckling
- 1619, 280 personer
- 1819, 599 personer
- 1860, 1 032 personer
- 1903, 932 personer
- 1996, 1 344 personer

## Fornlämningar
Lösfynd, sju gånggrifter, Slutarpsdösen och tre hällkistor från stenåldern är funna. Från bronsåldern finns skålgropsförekomster. Från järnåldern finns gravar. Tre runstenar har påträffats, var av två finns kvar. Runstenen som stod i Hassla by (Vg 135) är försvunnen men finns avtecknad av Ulf Christoffersson år 1687.

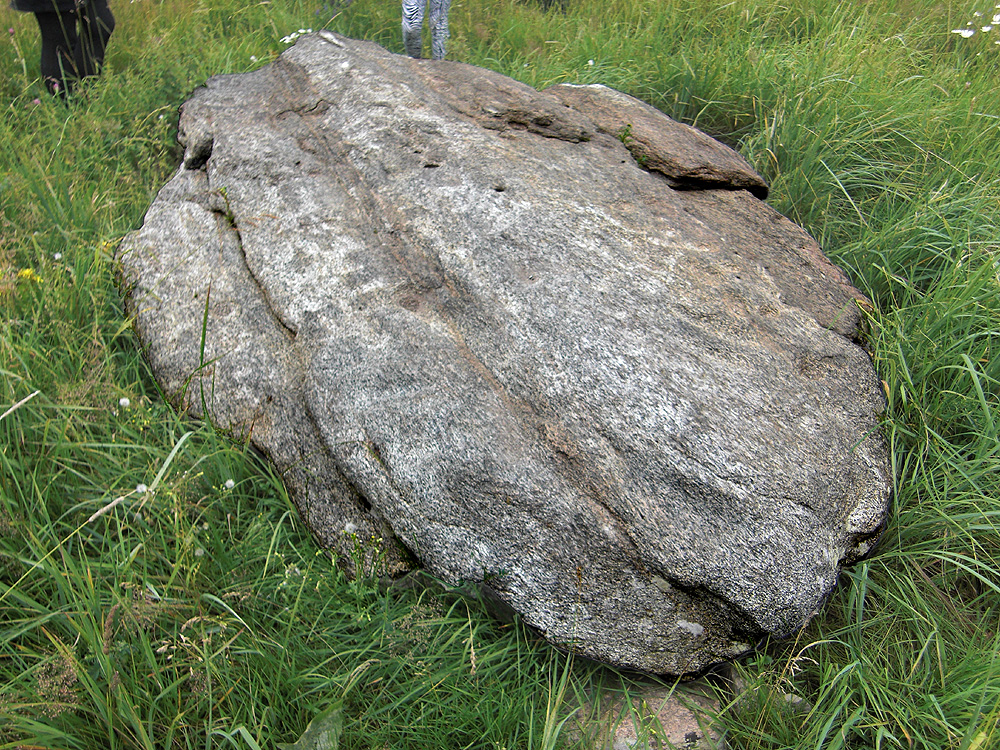
Slutarpsdösens vittrade takblock.
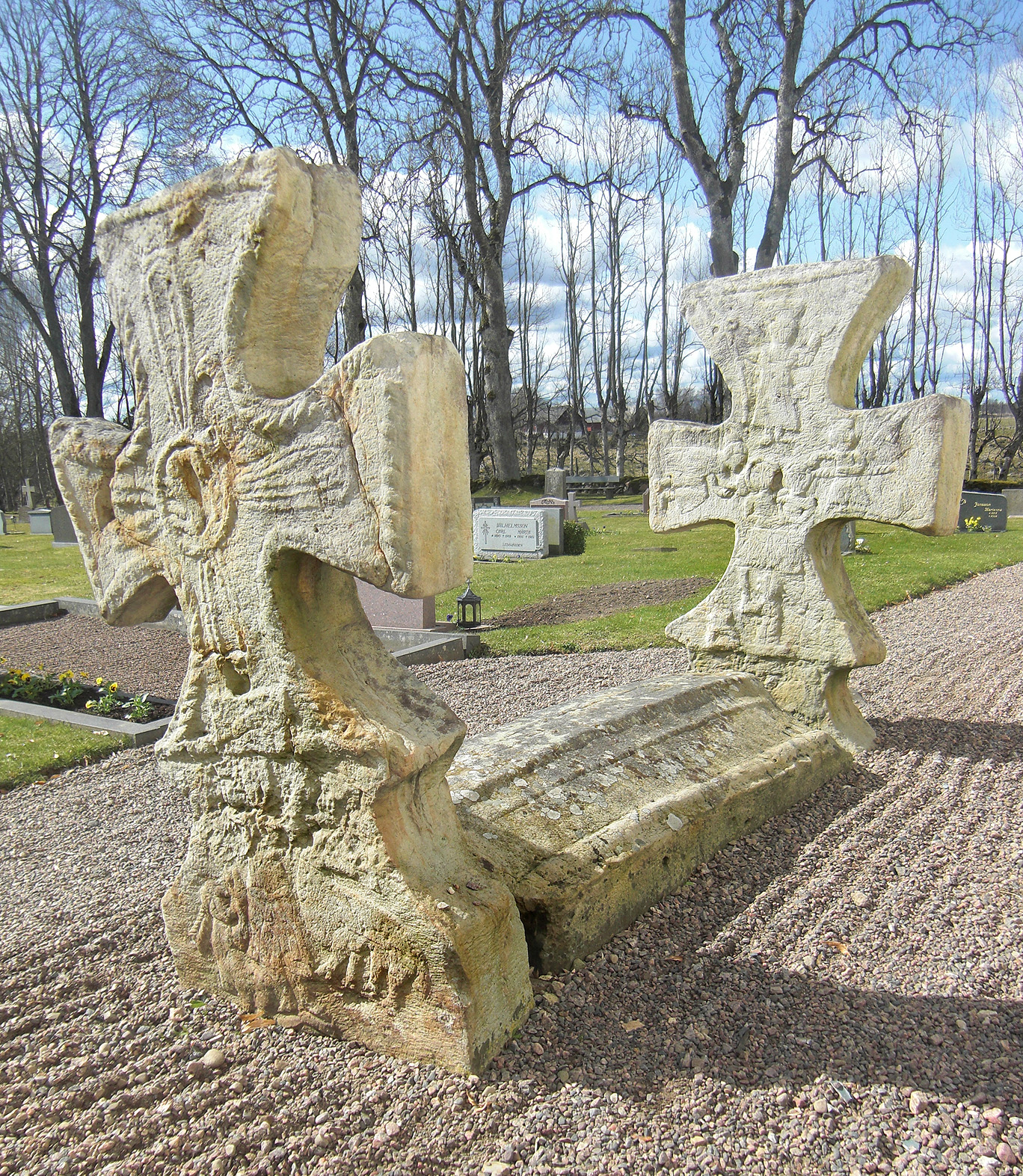
Kinnevedskistan är en romansk gravkista från 1100-talet.

## Namnet
Namnet skrevs 1382 Kindiwi och kommer från kyrkbyn. Efterleden innehåller vi, 'helig plats, kultplats'. Förleden kan möjligen innehålla kind, 'ätt; folkslag'.